# Melitzanosalata
La melitzanosalata (en griego, μελιτζανοσαλάτα) es una ensalada de berenjena típica de las cocinas griega y chipriota. Forma parte de los meze, aperitivos muy extendidos por toda la zona del Mediterráneo oriental, similar al concepto de la tapa o el aperitivo.

## Preparación y consumo
El método de preparación es similar al del baba ganush turco y árabe. La melitzanosalata se prepara cocinando las berenjenas al horno o a la parrilla, quitándoles la piel y picando su pulpa. A ésta se le agrega una punta de ajo picado, generoso aceite de oliva, zumo de limón, sal, pimienta y perejil. Hay algunas variaciones de la receta donde se agrega tomate y menta, y otras donde se mezcla con yogur griego o queso feta cortado en cubitos. En el Monte Athos es costumbre añadir pimientos. La melitzanosalata se consume untada sobre pan o sobre pan pita.

## Variantes
El malidzano es un plato típico macedonio, que se compone de puré de berenjena, queso sirene (un queso muy parecido al queso feta típico de Bulgaria y Macedonia del Norte ), frutos secos y especias. Se sirve como aperitivo sobre rebanadas de pan.